# بين مكدونالد
بين مكدونالد (بالإنجليزية: Ben McDonald) هو لاعب كرة قاعدة أمريكي، ولد في 24 نوفمبر 1967 في باتون روج في الولايات المتحدة.

## وصلات خارجية
- بين مكدونالد على موقعبيزبول رفرنس.كوم (الدوري الرئيسي) (الإنجليزية)
- بين مكدونالد على موقع كلية كرة السلة في سبورتس رفرنس.كوم (الإنجليزية)
- بين مكدونالد على موقع أوليمبيديا (الإنجليزية)
- بين مكدونالد على موقع قاعة لويزيانا للمشاهير الرياضية (الإنجليزية)